# عبد الكريم أبكر
عبد الكريم محمد أبكر (مواليد 1 يناير 1997) هو لاعب كرة قدم نيجري من مواليد السعودية.

## مسيرة اللاعب
لعب سابقاً مع نادي الوطني ونادي الشعلة ونادي القيصومة ونادي نجران ونادي الحجاز ونادي الجبيل .